# きずな (漫画)
『きずな』は、ももち麗子による日本の漫画作品。問題提起シリーズのひとつで、家庭崩壊を題材にしているサスペンス漫画。シリーズの中では恋愛要素が薄いのが特徴。『デザート』（講談社）にて2004年6月号から2005年8月号まで連載された。単行本は同社の「abc会話」から全3巻が刊行されている。

## あらすじ
高校2年生の斑鳩夏波は、両親と祖母、弟の冬馬と共に平穏な日々を過ごしていた。しかしある日、冬馬が見知らぬ男に刺され負傷する事件が起こったことからその日常は崩れ去った。冬馬が入院してから数日後、家に脅迫電話が掛かってきたのを皮切りに祖母の光子や父の大成が次々と何者かに脅迫されるようになる。そしてある時、脅迫の犯人の正体を知った光子は刺し違えてでも脅迫を止めようと脅迫者の下へ向かったが、そこで脅迫者に轢き逃げされて命を落としてしまった、それを知った夏波は、幼馴染の太一と共に一連の事件の真相を探り始める。
やがて夏波はある出来事をきっかけに、大成から全ての真相を明かされる。事件の真相は、冬馬の出生に隠されていた。実は今生きている冬馬は養子で、実子ではなかったのだ。本物の冬馬は赤ん坊の頃に事故死しており、その時夏波達の母・沙智子は冬馬が死んだという事実を信じられず、冬馬はまだ生きていると思い込んでしまった。そんな妻の様子を見て疲弊していた大成は、偶然訪れた教会でマリア像の下に捨てられていた赤ん坊を保護し、その子を冬馬として育てることに決める。その時、大成は冬馬の死を隠すために本物の冬馬の遺体を陶芸の窯で焼いて処分していたのだった。
更に、夏波は冬馬の実の両親が14年前に起きた強盗殺人事件の被害者であり、その事件の犯人こそが大成を脅迫していた人物だったことを知る。すべてを知った夏波は家族を守る為に脅迫者を殺害することを決意し、正当防衛を装って脅迫者を殺害することを計画する。計画は成功したが、娘が脅迫者を殺したことを知った大成は責任を感じ、これ以上家族を巻き込まないために翌日警察に出頭して全てを打ち明けてしまい、夏波は殺人罪で逮捕された。
その後、大成は家族にも真相を話すが、自分が養子だったという事実を知らされた冬馬と息子の出生を知った沙智子は共にショックを受け、全ての原因を作った大成を責め立てる。沙智子はショックから家を飛び出してしまい、冬馬も後日本当の家族のもとへ引き取られることになった。
それからしばらく経った後、太一と再会した冬馬は姉のことを悪く言ったのがきっかけで「斑鳩家で14年間過ごして幸せだったのか、そうじゃなかったのか」と問われ、このまま本当の家族の下で暮らし続けるか斑鳩家に戻るかを考える。数年後、大学生になった冬馬は14年間を過ごした斑鳩家に戻ることを決意。そして斑鳩家へ戻った冬馬は、出所して家に戻ってきた夏波と再会を果たしたのだった。

## 登場人物
斑鳩 夏波（いかるが　かなみ）
高校2年生の主人公。自分の家族が何者かに脅迫されているのを知り、家族を守るために自分たちを脅迫する人物の正体と事件の真相を探ろうとする。冬馬を大切に思っている。
物語の後半で幼い頃住んでいた名古屋を訪れた際に、父が陶芸に使っていた窯から人骨を発見したことや14年前に名古屋で起きた強盗殺人事件のことを知ったことから、大成が過去に殺人を犯したのではないかと疑ってしまう。しかしそれをきっかけに大成から全ての真相を知らされ、家族を守る決意を新たにした。
終盤で脅迫者の正体を知った後、大成が佐伯を殺そうとしていることを知り、全ての真実を隠ぺいするため佐伯を殺害。その後正当防衛に見せかけようとしたが、翌朝大成が警察に真相を話したため、殺人罪で逮捕されることとなった。そのため逮捕されてからしばらくの間父親を憎んでいたが、後に自分の取り調べを行った刑事から父の真意を知らされ、父を許す決意をした。
最終話では出所して家に戻り、そこで同じく斑鳩家へ戻ってきた冬馬と再会した。
斑鳩 冬馬（いかるが とうま）/上野 樹（うえの いつき）
夏波の弟。中学3年生（14歳）。物語序盤で姉に付きまとうミッキーに話を付けに行こうとした際に見知らぬ男に刺され重傷を負う。その際、病院で治療を受けた時に彼の血液型が他の家族と違うことがわかり、家族と血のつながりがなかったことが判明する。
実は、14年前に佐伯に殺害された上野夫妻の息子。本物の冬馬は14年前に事故死しており、その時赤ん坊だった樹は佐伯によって教会に捨てられていたところを大成に保護され、冬馬の代わりとして育てられていた。
最終話で自分の出生にまつわる事実を知り、上野家の祖父母の下へ引き取られていった。その後この事件がきっかけで斑鳩家を拒絶するようになり、数年後に太一と再会した際姉の事を悪く言うが、それを聞いた太一から「14年間幸せだったのか」と問われたのをきっかけに斑鳩家へ戻ることを決意。大学生になった頃に斑鳩家へ戻り、出所してきた夏波と再会した。
斑鳩 大成（いかるが　たいせい）
夏波と冬馬の父で陶芸家。冬馬が傷害事件の被害に遭ったのを機に何者かから脅迫を受ける事になる。
実は本物の冬馬が亡くなった際に冬馬の遺体を窯で焼いて勝手に処分した上、捨てられていた赤ん坊（上野樹）を連れてきて冬馬として育てており、そのことを同僚・佐伯に知られて脅迫されていた。更に、冬馬が死んだことを知っていた鈴木重三からも脅迫を受けることとなる。
物語の後半で夏波が本物の冬馬の骨を見つけた上14年前の強盗殺人事件のことを知ったのを知り、それを機に彼女に冬馬の出生の秘密を明かす。終盤では鈴木の死によっていったんは脅迫から逃れたが、その後佐伯から脅迫を受け、彼を殺そうと思いつめる。だが佐伯に会いに行こうとした当日に夏波が佐伯を殺害したことを知り、娘に殺人を犯させたことに責任を感じて翌日警察に出頭、全ての真実を話す。家族を思っての行動であったが、これによって図らずも家族が崩壊するきっかけを作ってしまった。
最終話では一度は沙智子や冬馬と離ればなれになったが、事件から1ヶ月後に家に戻ってきた沙智子と再会し、彼女と和解。その数年後には出所した夏波や斑鳩家に戻ってきた冬馬とも再会を果たした。
斑鳩 光子（いかるが みつこ）
夏波と冬馬の祖母。夏波のことをよくかわいがっていた。家族が「14年前の真実」をネタに脅迫されるようになった後、偶然自分たちを脅迫していた人物の正体を知る。かつては洋服の仕立て屋を営んでいたが、その裏で金貸しをしており、金を貸していたある母子を無理心中へ追いやってしまったという過去を持つ（夏波にはこれが「14年前の真実」だと嘘をついていた）。
実は冬馬の出生の秘密を知っており、本物の冬馬の遺体の隠蔽に荷担していた。脅迫が始まった際に犯人の正体が佐伯であることに気づき、真実を封印するため佐伯に会いに行ったが、彼にひき逃げされ命を落としてしまった。
斑鳩 沙知子（いかるが さちこ）
夏波達の母。14年前に本物の冬馬が亡くなった際、息子の死を信じられず「冬馬は生きている」と思い込んでしまう。このことが、大成が捨てられていた赤ん坊を拾い冬馬の身代わりとして育てるきっかけになった。
最終話で大成から真実を打ち明けられたことで冬馬の死を受け入れたが、同時に今まで冬馬として育てていた子供が他人の子供だったこと・大成が脅迫を受けたために夏波が殺人犯になってしまったことを知ったショックから「夏波を警察に売った」「偽物の冬馬なんかいらなかった」と大成を糾弾し、家を出て行ってしまう。それから1か月後に再び家に戻り、大成と和解。夏波が戻ってくるまで夫と二人で暮らしていた。
九原 太一（くはら たいち）
夏波の幼なじみの少年。夏波からは「キュー太」と呼ばれている。斑鳩家とは家族ぐるみで仲がいい。
夏波の家族が脅されているのを知り、彼女に協力して謎を解き明かそうとした。
最終話で上野家に引き取られた冬馬の下を訪れ、数年後に冬馬が斑鳩家に戻ることを決意するきっかけを作る役目を果たす。
チカ
夏波の親友。物語序盤でミッキーを嵌める際に夏波に協力していた。
最終話で夏波が殺人犯として逮捕された後、周囲の友人が夏波から離れる中で唯一夏波を心配し続け、少年院に送致された夏波の下に手紙を送っていた。
太一の父
太一の父親で大成の友人。最終話で真実を知った後、斑鳩家が近所から悪者扱いされる中で唯一大成に味方し続け、家族に去られた大成を心配して今の家から引っ越すことなどを提案していた。
ミッキー
物語序盤で夏波と出会った中年の男。夏波が自分の落とした携帯電話を拾ったのをきっかけに彼女と出会う。
夏波を気に入ったことから後に彼女を付け回すようになったが、その後夏波と彼女の友人達の手で制服泥棒の濡れ衣を着せられ、警察に逮捕された。
当初は彼が冬馬を刺した犯人と疑われたが、後に事件当時アリバイがあったことが判明する。
鈴木 重三（すずき しげぞう）
入院中の冬馬を診察した医者。冬馬の下を訪れ、彼から様々なことを聞き出していった。
実は14年前に本物の冬馬が死んだ時に冬馬の治療を行っており、斑鳩夫妻が冬馬の死を隠して別の子供を冬馬として育てていることを知っていた。後にそれをネタに大成を脅迫したが、同じく大成を脅迫しようとした佐伯に邪魔者と見なされ、彼に殺害される。
阿部 哲夫（あべ てつお）/佐伯（さえき）
物語終盤で現れた新たな脅迫者。鈴木と同じく冬馬の出生の秘密を知っており、それをネタに大成を脅迫した。
その正体は大成の会社での同僚・佐伯。実は14年前に冬馬の本当の両親である上野夫妻を殺害した犯人で、当時赤ん坊だった冬馬（樹）を教会に捨てた張本人。
14年前に強盗に入った家で上野夫妻を殺害した後、樹が泣き出したことから彼の泣き声を不審に思って人が集まってくるのではないかと危惧し、樹を教会に置き去りにする。しかし樹と一緒に置いてきたおもちゃから自分の指紋が採られるかもしれないと気づき、教会へ戻った時に大成が樹を連れていくところを目撃したことから、斑鳩夫妻が死んだ息子の代わりに樹を育てていることを知った。
本編では自分が斑鳩家を脅迫していることを知った光子と大成を脅迫した鈴木を相次いで殺害したが、その後あるテレビ番組で自分が14年前に起こした殺人事件の特集が組まれたのを機に警察の捜査の手が自身にも及ぶようになってしまう。その際に大成が樹を保護した時に持ち去ったおもちゃが警察に提出されれば逮捕されてしまうと考え、大成に「おもちゃを持って来たら脅迫を止める」と取引を持ちかけたが、それを夏波に知られ、最後は父の代わりに自分に会いに来た夏波に殺害された。
刑事
夏波の取り調べを行った刑事。口元にイボがあるのが特徴の中年男性。名前は明らかにされていない。
夏波が収監されてから数日後に彼女の下を訪れ、大成が真実を話した理由を彼女に伝えた。
次回作の「こころ」にも登場している。

## 書誌情報
- ももち麗子『きずな』〈KCデザート〉、全3巻
  1. 2004年9月13日発売[1]、ISBN 4-06-365287-4
  2. 2005年3月11日発売[2]、ISBN 4-06-365312-9
  3. 2005年7月22日発売[3]、ISBN 4-06-365330-7